# Dorylaea zeylanica
Dorylaea zeylanica är en kackerlacksart som beskrevs av Karlis Princis 1951. Dorylaea zeylanica ingår i släktet Dorylaea och familjen storkackerlackor.
Artens utbredningsområde är Sri Lanka. Inga underarter finns listade i Catalogue of Life.